# Манастир Врањина
Манастир Врањина је манастир Српске православне цркве из 13. вијека. Налази се на истоименом острву Врањина и припада Митрополији црногорско-приморској.
Смештен је на узвишици изнад ушћа реке Мораче у Скадарско језеро. Од три некадашње манастирске цркве сачувана је једна, посвећена Светом Николи. Заједно са још неколико манастира на подручју језера, Врањина чини целину која се у народу са правом зове Зетска Света гора.

## Историја
Манастир Врањина је саграђен по благослову Светог Саве, почетком 13. вијека, а саградио га је његов ученик Иларион, први епископ зетски. По предању, Свети Сава је Илариона срео како чува овце са осталом сеоском децом, препознао у њему достојног ученика и повео га са собом у манастир Хиландар. Иларион се тамо замонашио. Са Хиландара је послат у тадашњу Зету, гдје је постављен за првог епископа, са седиштем на Михољској превлаци. Након смрти Иларион је сахрањен у манастиру Врањина.
Првобитни манастир је основан 1223. године и имао је три цркве посвећен Светом Николи, Светом Сави и Успењу Пресвете Богородице. Сачувана је само црква Светог Николе, а и она је више пута обнављана.
Манастир је у вријеме Немањића, почев од Св. Саве богато дариван.
Владика Иларион, сазидавши ову свету обитељ, поклања је архиепископу Сави, који заповједи да је будући архиепископи не претварају у метохију, но да остане 
слободна. У њој се спомињао архиепископ, а не владика зетски. То је било пусто острво, па Сава од метохије Спасове (Жиче), уступи добрих земаља за орање, која није била насељена, низ Плавницу до Лесковца и потока Гостиља. Над људима који су ту постављени да раде за Врањину, нису имали власт ни велможа, ни архиепископ, ни његов отрок... но су работници св. оцу Николи. Синовац Савин, Владислав, потврдио је дар Савин св. Николи на Врањини и придодао је два села, које ослободи од: служења у војсци, царскога злата - пореза и виноградарине.
Владика Иларион, сазидавши ову свету обитељ, поклања је архиепископу Сави, који заповједи да је будући архиепископи не претварају у метохију, но да остане 
слободна. У њој се спомињао архиепископ, а не владика зетски. То је било пусто острво, па Сава од метохије Спасове (Жиче), уступи добрих земаља за орање, која није била насељена, низ Плавницу до Лесковца и потока Гостиља. Над људима који су ту постављени да раде за Врањину, нису имали власт ни велможа, ни архиепископ, ни његов отрок... но су работници св. оцу Николи. Синовац Савин, Владислав, потврдио је дар Савин св. Николи на Врањини и придодао је два села, које ослободи од: служења у војсци, царскога злата - пореза и виноградарине.
Свети Срђ на Бојани у Зети је био познат и по томе што су српски краљеви од прихода овог манастира давали другим мјестима. Тако је српска краљица Јелена, Урошева супруга, у својој повељи навела: от трга свето-срћскаго р (100) перпер монастиру Св. Николе у Врањини. Милутинвом Хрисовуљом било је даровано врањинском манастиру от трга светаго Сергија всако годишче р (100) перпер у новцу или стварима. 
Иван Јастребов се не слаже са Дучићем да Црну Гору из Милутинове хрисовуље у којој се спомињу Арбанаси и прилог за манастир Врањина, смјести у Мализи (област Црна Гора, у Албанији). Дучићу смета да се Арбанаси помињу у прошлости тадашње кнежевине Црне Горе па их нелогично смјешта у крај који је од Врањине далек три и по дана пута.
Највећи успон је имао у вријеме цара Душана у првој половини XIV вијека. Манастир је у то вријеме припојен српском манастиру Светог Архангела Михаила у Јерусалиму, чиме је цар Душан завршио идеју свог деда и оца краља Милутина и Стефана Дечанског. Манастир Врањина је постао метох манастира Архангела Михаила и пола својих годишњих прихода одвајао је за издржавање ове светиње у Јерусалиму. По пропасти Душановог царства, Грци су преузели јерусалимски манастир, откупивши претходно нарасле дугове.
Манастир Врањина, касније су даривале зетске династије Балшића и Црнојевића, о чему свједоче сачуване повеље. Око 1417. кнез Балша III Балшић је поклнио два гумна соли манастирима Врањини и Морачнику, уз обавезу да десетину соли дају Богородичиној светој обитељи у Крајини.  Кнез Иван Црнојевић је 1482. године, након губитка Жабљака и повлачења у брда, преместио митрополију из дотадашњег седишта Врањине, на Цетиње.
Истакнути људи и зетске старјешине, у уговору потписаном на острву Врањина између млетачке владе и Стефана Црнојевића 1455. г. у мјесецу септембру, између осталог су настојали да не буде никаквог латинског попа, ни епископа ни архиепископа, који би имали власт над православним црквама, него да управитељи тих цркава буду људи који припадају православној вјероисповијести... Они траже управо да у Крајини не буде латински архиепископ који је по свој прилици већ тада завладао црквом у Крајини, него да буде митрополит православне вјере (messo bitropoliti de la fede sciava). Исто тако, мало раније, 1426. г. стављен је као посебан услов задржавање права митрополита над црвама у власти млетачке владе, како у Крајини тако и у другим цркавам на острвима језера (Морачник, Старчева Горица, Бешка, Ком...). Села Фишта, Стајка, Скотари и друга (у данашњој Албанији, код Скадра) поменута су у мировном уговору између Стефана Црнојевића и Венеције из 1455. године, закљученом на острву Врањина, као мјеста у којима су у то вријеме житељи били православне вјере.
Током XVI века манастир је више пута страдао од Османлија. Одољевао је до 1714. године, када га Нуман паша Ћуприлић напада са великом војском и сравњује га са земљом. Од тог времена манастир се готово никада није обновио.
Марко Драговић наводи податак да је овај манастир Доњи Брчели, Светог Николе био филилал манастира светог Николе Врањиснкога.
Године 1843. Осман паша Скопљак у рату са Црном Гором, изненада је напао манастир Врањину и у крвавом окршају побио је све који су га бранили, заједно са игуманом и монасима и тада је манастир са црквом Св. Николе, поново сравњен са земљом.
Павле Ровински наводи податак да је Његош 1842. освојио Грахово, али због тога губи острво Врањину, које тада није имало скоро никакав стратегијски значај. Црногорцима је Врањина била битна само због манастира, основаног у доба Светог Саве.

## Обнове
Након Берлинског конгреса и ослобођења ових крајева од Османлија, књаз Никола је успео да уз помоћ цара Александра III Романова обнови манастир Врањину. Тада је изграђена нова црква Светог Николе на старом црквишту и велики конак, који је често служио и као двор владарске породице Петровића. Тада је урађен и иконостас.
По завршетку Другог свјетског рата манастир је поново почео да тоне у немаштину. Након смрти игумана Романа Вукмановића 1960. године манастир Врањина је поново опустео.
Манастир је поново обновљен 1998. године.